# 会心の1ゲー
『会心の1ゲー』（かいしんのいちゲー）は2020年10月9日から2021年10月1日までテレビ朝日の『バラバラ大作戦』（木曜第3部）内で放送されていたバラエティ番組。同年10月5日からは『さらば×見取り図 お願い!ゲーム予備校』と改題、移設して放送が開始された。

## 概略
オリジナルのスマホゲームの開発を目指すゲーム開発バラエティ。森田哲矢と相談役となった出演者が企画会議を行い、持ち寄った企画をブラッシュアップ。ゴーサインが出たものは低予算とされる番組予算を使い、実際に視聴者も遊べる形で試作を公開。また企画案自体は開放しており、プログラムなどができる視聴者は自由に制作できるとしている。
2021年10月1日放送分をもって終了。ただし企画はブラッシュアップされたうえ、同年10月5日より開始される「お願い!ランキング」内の月曜コーナー「さらば×見取り図 お願い!ゲーム予備校」として事実上移設された。
芸人がオリジナルゲームを考案して、配信する番組。

## 会心の1ゲー

### 社長役
- 森田哲矢（さらば青春の光）

### 相談役
アイディア出しとテストプレイを実施。概ね約1か月ほどで交替している。
- ダ・ヴィンチ・恐山（オモコロ）[4]
- おたみ（2020年11月6日放送分より出演）
- ヨッピー（2020年11月27日放送分より出演）
- やしろあずき（2020年11月27日放送分より出演）
- あづもも（Appliv Gamesライター、2020年12月18日放送分より出演）
- 古川未鈴（2020年12月25日放送分より出演）[5]
- 洲崎綾（2021年1月21日放送分より出演）
- 倉田乃彩（2021年2月19日放送分より出演）
- ナメカタ（ミクシィ・ゲームクリエイター、2021年2月26日放送分より出演）
- サーヤ（2021年3月12日放送分より出演）
- もう中学生（2021年3月12日放送分より出演）
- ヒコロヒー（2021年4月2日放送分より出演）
- 社築（2021年4月2日放送分より出演）
- 東ブクロ（2021年4月30日放送分より出演）
- ニューヨーク（2021年4月30日放送分より出演）
- イワクラ（2021年5月14日放送分より出演）
- 加藤英美里（2021年5月14日放送分より出演）
- 春日俊彰（2021年6月4日放送分より出演）
- 河井ゆずる（2021年6月4日放送分より出演）
- 見取り図（2021年6月25日放送分より出演）
- 四千頭身（2021年7月30日放送分より出演）
- バイク川崎バイク（2021年8月27日放送分より出演）
- 屋敷裕政（2021年8月27日放送分より出演）
- トム・ブラウン（2021年9月10日放送分より出演）

## さらば×見取り図 お願い!ゲーム予備校

### 出演者
- さらば青春の光
- 見取り図

### 放送リスト
| 2021-2022 | 2021-2022     | 2021-2022                                                      | 2021-2022                                                                                             | 2021-2022 |
| 回数      | 放送日        | スタジオゲスト                                                 | 番組内容                                                                                              |           |
| --------- | ------------- | -------------------------------------------------------------- | --- | --------- |
| 1         | 2021年10月4日 | ニューヨーク                                                   | |           |
| 2         | 10月11日      | ニューヨーク                                                   | ・さらば青春の光 森田考案「ブクロハザード」                                                           |           |
| 3         | 10月18日      | ニューヨーク                                                   | |           |
| 4         | 11月1日       | アインシュタイン                                               | ・ゲーム考案プレゼン者：永見大吾（カベポスター） ・見取り図リリー考案「ヨイショだ！ワン」             |           |
| 5         | 11月9日       | アインシュタイン                                               | ・『バイオハザード』プレゼン者：みちお（トム・ブラウン）                                              |           |
| 6         | 11月15日      | アインシュタイン                                               | ・見取り図盛山考案「真顔だ屋敷」                                                                      |           |
| 7         | 11月29日      | ニッポンの社長                                                 | ・ゲーム考案プレゼン者：永見大吾（カベポスター） ・永見考案「ハット戦士ゆずるマン」                   |           |
| 8         | 12月6日       | ニッポンの社長                                                 | ・見取り図盛山さん考案「ファイト 世紀末どついたろか！」 ・俺のゲーム 盛山編「スーパーボンバーマン５」 |           |
| 9         | 12月13日      | ニッポンの社長                                                 | ・俺のゲーム ニッポンの社長/辻編「魂斗羅スピリッツ」 ・新企画『俺のゲームをやってくれ！』             |           |
| 回数      | 放送日        | スタジオゲスト                                                 | 番組内容                                                                                              |           |
| 10        | 2022年1月10日 | ロングコートダディ、水田信二（和牛）、永見大吾（カベポスター） | ・ゲーム考案、 ・ケツのバッセンおじさん                                                               |           |
| 11        | 1月17日       | 水田信二（和牛）                                               | |           |
| 12        | 1月31日       | ロングコートダディ、水田信二（和牛）                           | ・森田んちでゴルフやろう                                                                              |           |
| 13        | 2月7日        | 天竺鼠、バイク川崎バイク                                       | |           |
| 14        | 2月14日       | 天竺鼠、バイク川崎バイク                                       | ・絶対アイドル！もりやマン                                                                            |           |
| 15        | 2月28日       | 天竺鼠                                                         | |           |
| 16        | 3月7日        | トム・ブラウン                                                 | ・オリジナルゲーム「一攫千金ゴールドラッシュ」                                                        |           |
| 17        | 3月21日       |                                                                | ・オリジナルゲーム「大砲旗落としゲーム」                                                              |           |

## スタッフ
- 構成：上野耕一郎、高垣雄海、羽柴拓
- MA：大江拓也、足立篤弘
- 編集：坂朋典
- 音響効果：古屋陸
- TK：船木玉緒
- 宣伝：岸田慎介
- 編成：岡村地郎、林智乃
- プログラマー：庄田徹
- ゲームプログラミング：安田周世、高崎翔太、山本舞
- 制作協力：FUKUMIMI
- スタッフ：林大貴
- 演出：岡村学
- AP：大山明日香
- プロデューサー：冨澤有人、境浩平（FUKUMIMI）
- ゼネラルプロデューサー：丹羽敦子
- 制作：テレビ朝日ソリューション本部コンテンツ編成局第2制作部
- 制作著作：テレビ朝日

### 過去のスタッフ
- ゼネラルプロデューサー：保坂広司